# Storstrømmen
Storstrømmen (letterlijk vertaald "de grote stroom") is een zeestraat in Denemarken, tussen Seeland en Falster. Het verbindt de Smålandsfarvandet met de Grønsund. 
De maximale diepte is ongeveer 36 meter en de lengte is zo'n 10 kilometer. De Storstrømbrug verbindt Falster over de straat met het eiland Masnedø en vervolgens vormt de Masnedsundbrug de verbinding van dit eiland met Seeland. De Farø-bruggen vormen een tweede verbinding over de Storstrømmen tussen de twee eilanden via het kleine eiland Farø.

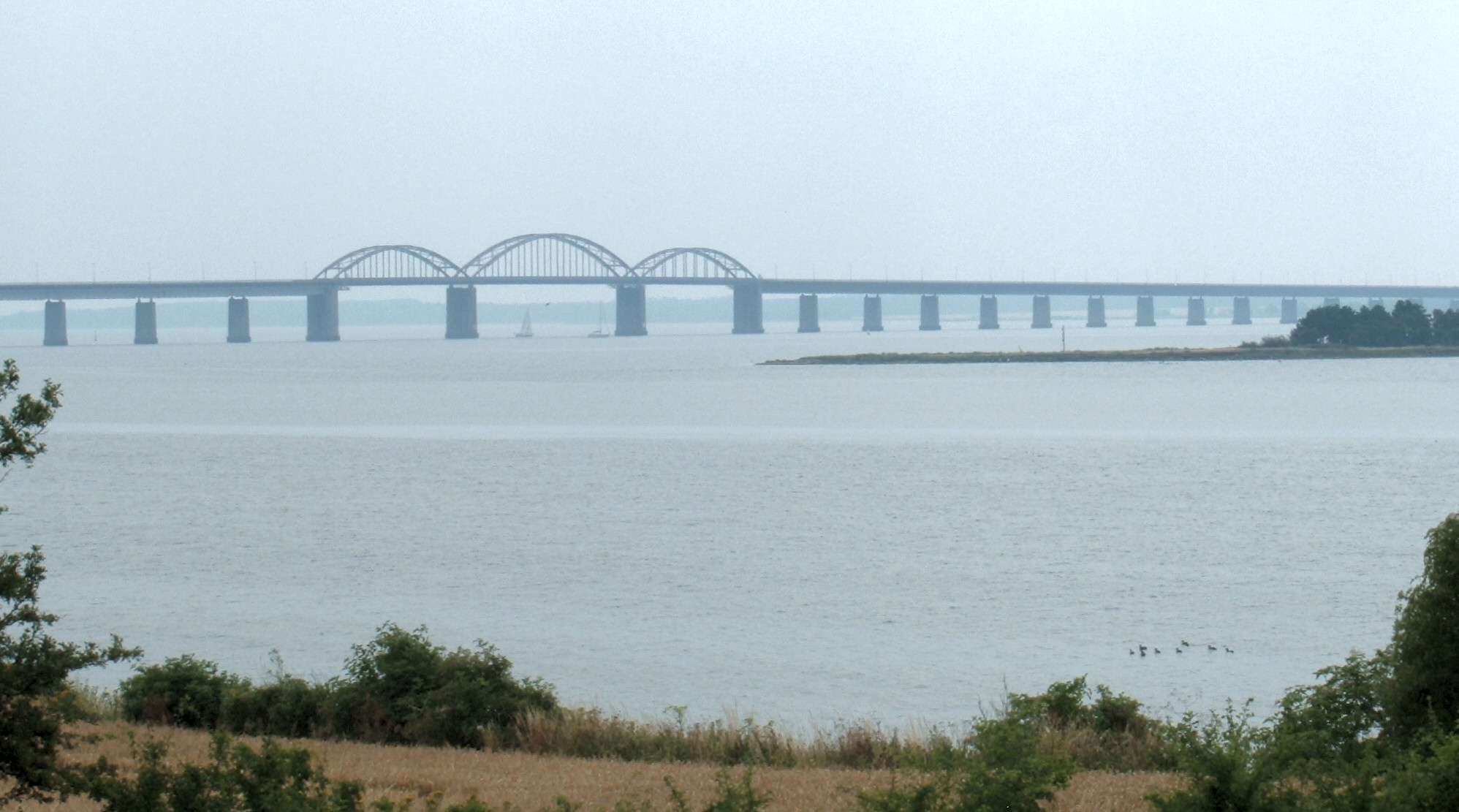
Storstrømbrug